# D.O.A.
D.O.A. – jeden z głównych przedstawicieli nurtu hardcore punk. Zespół powstał w 1978 roku w Vancouver w Kanadzie.
Twórczość D.O.A. cechują bezkompromisowe, polityczne wypowiedzi związane najczęściej z antyglobalizmem, antyrasizmem czy wolnością słowa. Wiele zespołów z lat późniejszych, takich jak: Red Hot Chili Peppers, Green Day, Rancid czy The Offspring przyznaje się do wpływu D.O.A. na ich twórczość.
Dwa pierwsze albumy D.O.A., Something Better Change i Hardcore 81 znajdują się w piątce najlepszych kanadyjskich albumów punkowych wszech czasów. 22 grudnia 2002 roku, w 25 rocznicę istnienia zespołu, burmistrz Vancouver - Larry Campbell - uhonorował ich zaangażowanie ogłaszając tę datę Dniem D.O.A..

## Muzycy

### Aktualni członkowie
- Joey Shithead (wokal, gitara) (od 1978)
- Randy Rampage (gitara basowa) (od 1978)
- The Great Baldini (perkusja)

### Byli członkowie
- Dave Greg (gitara)
- Chris „Humper” Prohom (gitara)
- Ford Pier (gitara)

- Randy Rampage (gitara basowa)
- Brian Roy Goble (gitara basowa)

- Chuck Biscuits (perkusja) (1978-1982)
- Dimwit (perkusja)
- Jon Card (perkusja)
- Ken Jensen (perkusja)

## Dyskografia
- 1979 Triumph of the Ignoroids EP
- 1980 Something Better Change
- 1981 Hardcore '81
- 1982 The 'War on 45' EP
- 1984 Bloodied But Unbowed
- 1985 Let's Wreck the Party
- 1985 The Dawning of a New Error
- 1987 True (North) Strong and Free
- 1989 Last Scream of the Missing Neighbours - (z Jello Biafrą, wokalistą Dead Kennedys)
- 1990 Murder
- 1991 Talk Minus Action Equals Zero
- 1991 Greatest Shits
- 1992 13 Flavours of Doom
- 1993 Moose Droppings
- 1993 Loggerheads
- 1995 The Black Spot
- 1998 The Lost Tapes
- 1998 Festival of Atheists
- 2002 Beat Trash (Projekt solowy Joey „Shithead” Keithleya)
- 2002 Win the Battle
- 2003 War and Peace
- 2004 Live Free or Die
- 2008 Northern Avenger
- 2009 Kings Of Punk Hockey And Beer